# Gammarus lychnidensis
Gammarus lychnidensis is een vlokreeftensoort uit de familie van de Gammaridae. De wetenschappelijke naam van de soort is voor het eerst geldig gepubliceerd in 1943 door Schellenberg.
G. lychnidensis komt alleen (endemisch) voor in het meer van Ohrid. Dit meer, tussen Albanië en Noord-Macedonië behoort tot de oudste en diepste meren van  Europa en herbergt dan ook diersoorten die elders niet voorkomen. Het dier kan 14 mm groot worden (mannetjes) en leeft vooral in de diepere delen van het meer. Het kan worden aangetroffen met andere endemische gammariden soorten: G.solidus, G. stankokaramani, G. parechiniformis, G. ochridensis and  G. salemaai.